# Gran Premio di Spagna 1991
Il Gran Premio di Spagna 1991 è stato un Gran Premio di Formula 1 disputato il 29 settembre 1991 al Circuito di Barcellona-Catalogna di Montmeló. La gara è stata vinta da Nigel Mansell su Williams.

## Prima della gara
- Max Mosley sostituisce Jean-Marie Balestre nell'incarico di presidente della FISA.
- Alla Lotus Michael Bartels sostituisce Johnny Herbert, impegnato, come già altre volte nel corso della stagione, nel Campionato giapponese di Formula 3000.
- Scaduto l'accordo per la disputa di due gran premi, sottoscritto a Monza, la Jordan sostituisce Roberto Moreno, con il giovane Alessandro Zanardi.
- La Fondmetal licenzia Olivier Grouillard, ingaggiando il pilota dell'AGS Gabriele Tarquini; Grouillard segue il percorso inverso, prendendo il posto di Tarquini nel team francese.
- La Coloni, incapace di trovare un pilota dopo l'abbandono di Pedro Chaves, non disputa il Gran Premio.

## Qualifiche
Berger conquista la pole position davanti a Mansell, Senna, Patrese, Schumacher, Prost, Alesi, Capelli, Pirro e Piquet.

### Classifica
| Pos                     | No | Pilota             | Costruttore               | Tempo    | Distacco |
| ----------------------- | -- | ------------------ | ------------------------- | -------- | -------- |
| 1                       | 2  | Gerhard Berger     | McLaren - Honda           | 1:18.751 |          |
| 2                       | 5  | Nigel Mansell      | Williams - Renault        | 1:18.970 | +0.219   |
| 3                       | 1  | Ayrton Senna       | McLaren - Honda           | 1:19.064 | +0.313   |
| 4                       | 6  | Riccardo Patrese   | Williams - Renault        | 1:19.643 | +0.892   |
| 5                       | 19 | Michael Schumacher | Benetton - Ford           | 1:19.733 | +0.982   |
| 6                       | 27 | Alain Prost        | Ferrari                   | 1:19.936 | +1.185   |
| 7                       | 28 | Jean Alesi         | Ferrari                   | 1:20.197 | +1.446   |
| 8                       | 16 | Ivan Capelli       | Leyton House - Ilmor      | 1:20.584 | +1.833   |
| 9                       | 21 | Emanuele Pirro     | Scuderia Italia - Judd    | 1:20.651 | +1.900   |
| 10                      | 20 | Nelson Piquet      | Benetton - Ford           | 1:20.676 | +1.915   |
| 11                      | 8  | Martin Brundle     | Brabham - Yamaha          | 1:20.677 | +1.916   |
| 12                      | 7  | Mark Blundell      | Brabham - Yamaha          | 1:20.724 | +1.973   |
| 13                      | 15 | Maurício Gugelmin  | Leyton House - Ilmor      | 1:20.774 | +2.023   |
| 14                      | 4  | Stefano Modena     | Tyrrell - Honda           | 1:20.788 | +2.037   |
| 15                      | 22 | Jyrki Järvilehto   | Scuderia Italia - Judd    | 1:20.967 | +2.216   |
| 16                      | 24 | Gianni Morbidelli  | Minardi - Ferrari         | 1:21.801 | +3.050   |
| 17                      | 33 | Andrea De Cesaris  | Jordan - Ford             | 1:21.865 | +3.114   |
| 18                      | 3  | Satoru Nakajima    | Tyrrell - Honda           | 1:22.114 | +3.363   |
| 19                      | 23 | Pierluigi Martini  | Minardi - Ferrari         | 1:22.510 | +3.759   |
| 20                      | 32 | Alessandro Zanardi | Jordan - Ford             | 1:22.580 | +3.829   |
| 21                      | 11 | Mika Häkkinen      | Lotus - Judd              | 1:22.646 | +3.895   |
| 22                      | 14 | Gabriele Tarquini  | Fondmetal - Ford          | 1:22.837 | +4.086   |
| 23                      | 29 | Éric Bernard       | Larrousse - Ford          | 1:22.944 | +4.193   |
| 24                      | 9  | Michele Alboreto   | Footwork - Ford           | 1:23.145 | +4.394   |
| 25                      | 26 | Érik Comas         | Ligier - Lamborghini      | 1:23.359 | +4.608   |
| 26                      | 25 | Thierry Boutsen    | Ligier - Lamborghini      | 1:23.553 | +4.802   |
| Vetture non qualificate |    |                    |                           |          |          |
| NQ                      | 30 | Aguri Suzuki       | Larrousse - Ford          | 1:24.211 | +5.460   |
| NQ                      | 34 | Nicola Larini      | Modena Team - Lamborghini | 1:25.330 | +6.579   |
| NQ                      | 12 | Michael Bartels    | Lotus - Judd              | 1:25.392 | +6.641   |
| NQ                      | 35 | Eric van de Poele  | Modena Team - Lamborghini | 1:27.501 | +8.750   |

## Gara
La gara parte con il circuito ancora bagnato dopo che nella mattinata ha piovuto. Alla partenza Senna scatta bene, portandosi alle spalle di Berger; alle sue spalle Mansell viene sopravanzato anche da Schumacher, che si porta in terza posizione. A fondo gruppo c'è una collisione tra Comas e Bernard: entrambi sono fuori gara. Il tracciato è estremamente scivoloso e questo anima molto la gara, con Senna, Schumacher, Mansell ed Alesi a contendersi le posizioni dalla seconda alla quinta e Berger che pian piano stacca gli inseguitori. Mansell ha la meglio su Schumacher, lanciandosi poi all'inseguimento di Senna; lo sopravanza sul rettilineo principale, che i due percorrono affiancati, con le ruote che si sfiorano pericolosamente. Il primo dei piloti di testa a montare gomme da asciutto è Prost, seguito poco dopo dal leader della gara Berger, il cui pit stop è però lento. Mansell e Senna entrano ai box nello stesso giro: i meccanici della McLaren sono più veloci e il brasiliano torna in pista in prima posizione, davanti a Berger, Mansell e Schumacher.
Il giro seguente Senna lascia passare il più veloce compagno di squadra, per evitare che Mansell recuperi entrambi; nel frattempo ricomincia a piovere e il brasiliano esce di pista all'ultima curva, scivolando al quinto posto. Al 20º passaggio Mansell supera Berger, che viene poi raggiunto anche da Schumacher; il pilota tedesco esce però di pista nel tentativo di passare il rivale, tornando in gara in sesta posizione. Al 33º giro Berger si ritira per problemi elettrici; questo permette a Prost di avanzare in seconda posizione. Più indietro, Patrese sopravanza Senna, portandosi al terzo posto; più tardi anche Alesi ha la meglio sul brasiliano della McLaren, conquistando così la quarta posizione dopo il pit stop di Schumacher.
Non ci sono ulteriori cambiamenti e Mansell vince davanti a Prost, Patrese, Alesi, Senna e Schumacher.

### Classifica
| Pos      | No | Pilota             | Costruttore               | Giri | Tempo/Ritiro             | Partenza | Punti |
| -------- | -- | ------------------ | ------------------------- | ---- | ------------------------ | -------- | ----- |
| 1        | 5  | Nigel Mansell      | Williams - Renault        | 65   | 1:38:41.541              | 2        | 10    |
| 2        | 27 | Alain Prost        | Ferrari                   | 65   | + 11.331                 | 6        | 6     |
| 3        | 6  | Riccardo Patrese   | Williams - Renault        | 65   | + 15.909                 | 4        | 4     |
| 4        | 28 | Jean Alesi         | Ferrari                   | 65   | + 22.772                 | 7        | 3     |
| 5        | 1  | Ayrton Senna       | McLaren - Honda           | 65   | + 1:02.402               | 3        | 2     |
| 6        | 19 | Michael Schumacher | Benetton - Ford           | 65   | + 1:19.468               | 5        | 1     |
| 7        | 15 | Maurício Gugelmin  | Leyton House - Ilmor      | 64   | + 1 giro                 | 13       |       |
| 8        | 22 | Jyrki Järvilehto   | Scuderia Italia - Judd    | 64   | + 1 giro                 | 15       |       |
| 9        | 32 | Alessandro Zanardi | Jordan - Ford             | 64   | + 1 giro                 | 20       |       |
| 10       | 7  | Martin Brundle     | Brabham - Yamaha          | 63   | + 2 giri                 | 11       |       |
| 11       | 20 | Nelson Piquet      | Benetton - Ford           | 63   | + 2 giri                 | 10       |       |
| 12       | 14 | Gabriele Tarquini  | Fondmetal - Ford          | 63   | + 2 giri                 | 22       |       |
| 13       | 23 | Pierluigi Martini  | Minardi - Ferrari         | 63   | + 2 giri                 | 19       |       |
| 14       | 24 | Gianni Morbidelli  | Minardi - Ferrari         | 62   | Collisione con P.Martini | 16       |       |
| 15       | 21 | Emanuele Pirro     | Scuderia Italia - Judd    | 62   | + 3 giri                 | 9        |       |
| 16       | 4  | Stefano Modena     | Tyrrell - Honda           | 62   | + 3 giri                 | 14       |       |
| 17       | 3  | Satoru Nakajima    | Tyrrell - Honda           | 62   | + 3 giri                 | 18       |       |
| Ritirato | 8  | Mark Blundell      | Brabham - Yamaha          | 49   | Problemi al motore       | 12       |       |
| Ritirato | 26 | Érik Comas         | Ligier - Lamborghini      | 36   | Problema elettrico       | 25       |       |
| Ritirato | 2  | Gerhard Berger     | McLaren - Honda           | 33   | Problema elettrico       | 1        |       |
| Ritirato | 9  | Michele Alboreto   | Footwork - Ford           | 23   | Rottura del motore       | 24       |       |
| Ritirato | 33 | Andrea De Cesaris  | Jordan - Ford             | 22   | Problema elettrico       | 17       |       |
| Ritirato | 11 | Mika Häkkinen      | Lotus - Judd              | 5    | Testacoda                | 21       |       |
| Ritirato | 16 | Ivan Capelli       | Leyton House - Ilmor      | 1    | Collisione con E.Pirro   | 8        |       |
| Ritirato | 29 | Éric Bernard       | Larrousse - Ford          | 0    | Collisione con T.Boutsen | 23       |       |
| Ritirato | 25 | Thierry Boutsen    | Ligier - Lamborghini      | 0    | Collisione con E.Bernard | 26       |       |
| NQ       | 30 | Aguri Suzuki       | Larrousse - Ford          |      |                          |          |       |
| NQ       | 34 | Nicola Larini      | Modena Team - Lamborghini |      |                          |          |       |
| NQ       | 12 | Michael Bartels    | Lotus - Judd              |      |                          |          |       |
| NQ       | 35 | Eric van de Poele  | Modena Team - Lamborghini |      |                          |          |       |
| NPQ      | 10 | Alex Caffi         | Footwork - Ford           |      |                          |          |       |
| NPQ      | 18 | Fabrizio Barbazza  | AGS - Ford                |      |                          |          |       |
| NPQ      | 17 | Olivier Grouillard | AGS - Ford                |      |                          |          |       |

## Classifiche

### Piloti
| Pos. | Pilota             | Punti |
| ---- | ------------------ | ----- |
| 1    | Ayrton Senna       | 85    |
| 2    | Nigel Mansell      | 69    |
| 3    | Riccardo Patrese   | 48    |
| 4    | Gerhard Berger     | 31    |
| 5    | Alain Prost        | 31    |
| 6    | Nelson Piquet      | 25    |
| 7    | Jean Alesi         | 21    |
| 8    | Stefano Modena     | 9     |
| 9    | Andrea De Cesaris  | 9     |
| 10   | Roberto Moreno     | 8     |
| 11   | Pierluigi Martini  | 6     |
| 12   | Jyrki Järvilehto   | 4     |
| 13   | Bertrand Gachot    | 4     |
| 14   | Michael Schumacher | 4     |
| 15   | Satoru Nakajima    | 2     |
| 16   | Mika Häkkinen      | 2     |
| 17   | Aguri Suzuki       | 1     |
| 18   | Julian Bailey      | 1     |
| 19   | Emanuele Pirro     | 1     |
| 20   | Éric Bernard       | 1     |
| 21   | Ivan Capelli       | 1     |
| 22   | Mark Blundell      | 1     |

### Costruttori
| Pos. | Team                   | Punti |
| ---- | ---------------------- | ----- |
| 1    | Williams - Renault     | 117   |
| 2    | McLaren - Honda        | 116   |
| 3    | Ferrari                | 52    |
| 4    | Benetton - Ford        | 37    |
| 5    | Jordan - Ford          | 13    |
| 6    | Tyrrell - Honda        | 11    |
| 7    | Minardi - Ferrari      | 6     |
| 8    | Scuderia Italia - Judd | 5     |
| 9    | Lotus - Judd           | 3     |
| 10   | Larrousse - Ford       | 2     |
| 11   | Leyton House - Ilmor   | 1     |
| 12   | Brabham - Yamaha       | 1     |

## Statistiche
- Debutto: Alessandro Zanardi
- Ultima gara: AGS.